# Manhaul-Gletscher
Der Manhaul-Gletscher ist ein Gletscher im ostantarktischen Viktorialand. In den Admiralitätsbergen fließt er von den Osthängen des Mount Humphrey Lloyd  zum Edisto Inlet an der Borchgrevink-Küste, in das er unmittelbar südlich des Luther Peak einmündet.
Die Mannschaft einer von 1957 bis 1958 durchgeführten Kampagne im Rahmen der New Zealand Geological Survey Antarctic Expedition benannte ihn so, da die im Edisto Inlet aufschwimmende Zunge des Gletschers von Mannschaftsmitgliedern mehrfach beim Ziehen von Transportschlitten (englisch manhauling) überquert wurde.